# Бедлендс (національний парк)
Національний парк «Бедлендс» (англ. Badlands National Park, мовою Лакота: Makȟóšiča) — це національний парк на південному заході Південної Дакоти. Розташований у дренажі Уайт-Ривер, заповідник Badlands охоплює 64 144 акри дикої природи з загальної території парку і є місцем відновлення чорноногого тхора, який перебуває під найбільшою загрозою зникнення з усіх сухопутних ссавців у Північній Америці.
Південний або Стронгхолд блок управляється спільно з племенем Оглала Лакота і містить ділянки так званих «Танців духів» 1890-х років, колишнього полігону ВПС США для бомб і артилерії, та столову гору Ред Шерт Тейбл, найвищу точку парку (1020 м.н.м.).
Перетворення Бедлендс на національну пам'ятку було погоджено 4 березня 1929 року, але створений він був лише 25 січня 1939 року. Він був перейменований у національний парк 10 листопада 1978 р.
У рамках програми Служби національних парків «Місія 66» для пам'ятки 1957—58 рр. було збудовано центр відвідувачів Бен Райфель. До території парку належить розташована неподалік «Національна історична ділянка Мінітмен Міссайл», з якою пов'язано історію Холодної війни та розробку міжконтинентальних балістичних ракет.

## Дика природа
Деякі тварини, які мешкають в цьому парку:
- борсук
- товсторіг
- бізон американський
- чорнодзьоба сорока
- тхір чорноногий
- чорнохвості лучні собачки
- рись руда
- койот
- вапіті
- олень чорнохвостий
- вилоріг
- гримучник зелений
- голкошерст канадський
- лис американський
- олень білохвостий

Дикі тварини парку
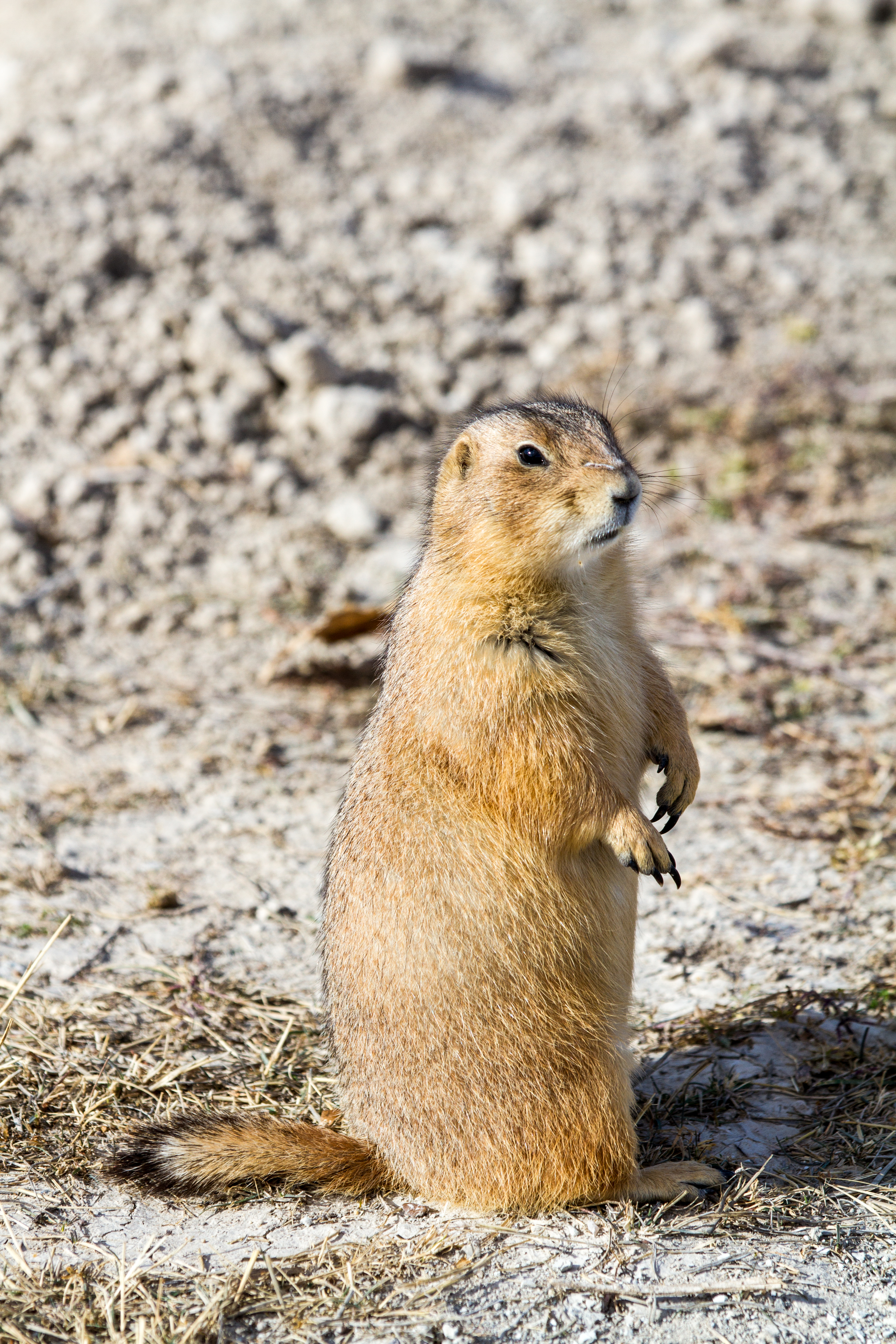
Лучна собачка
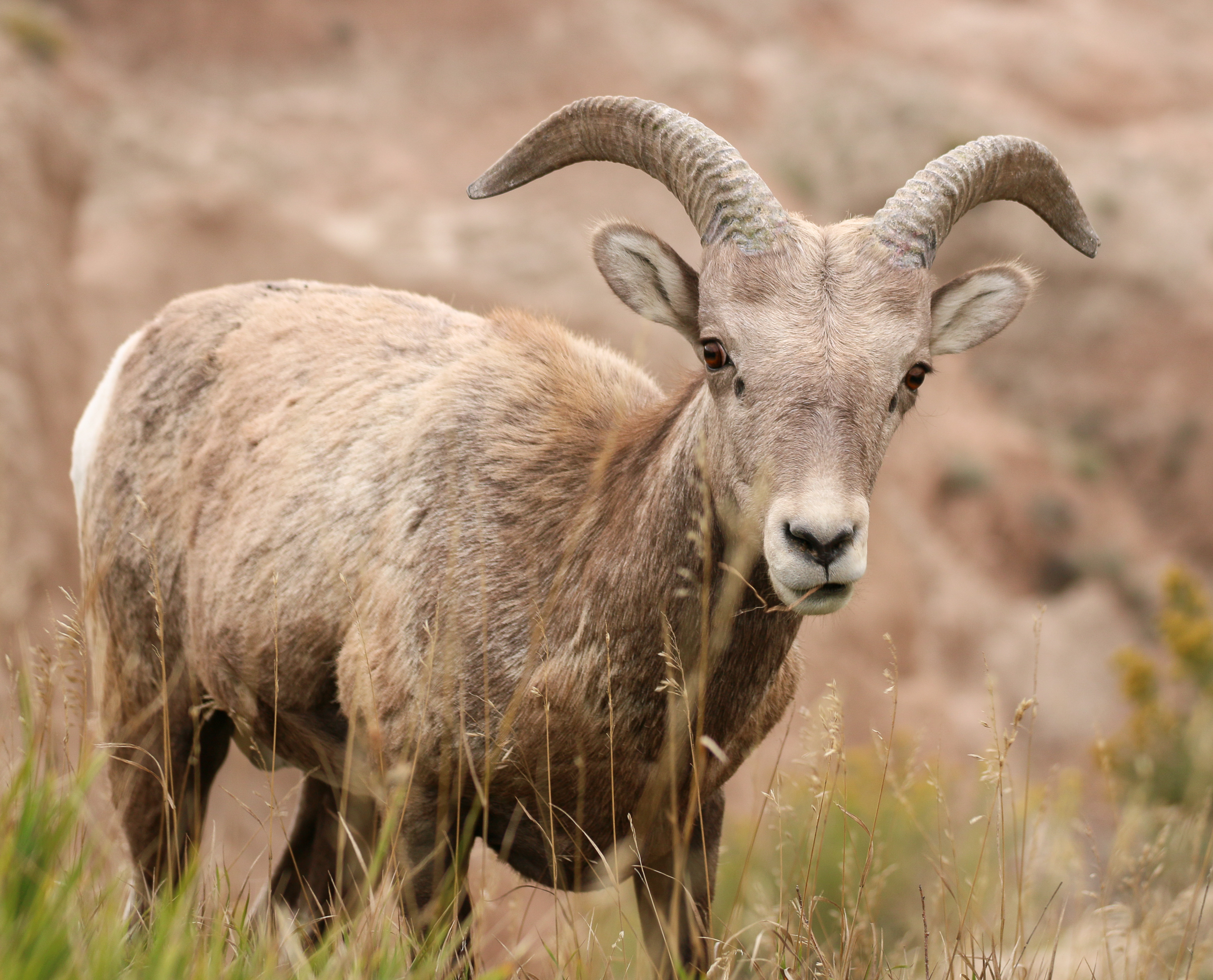
Товсторіг
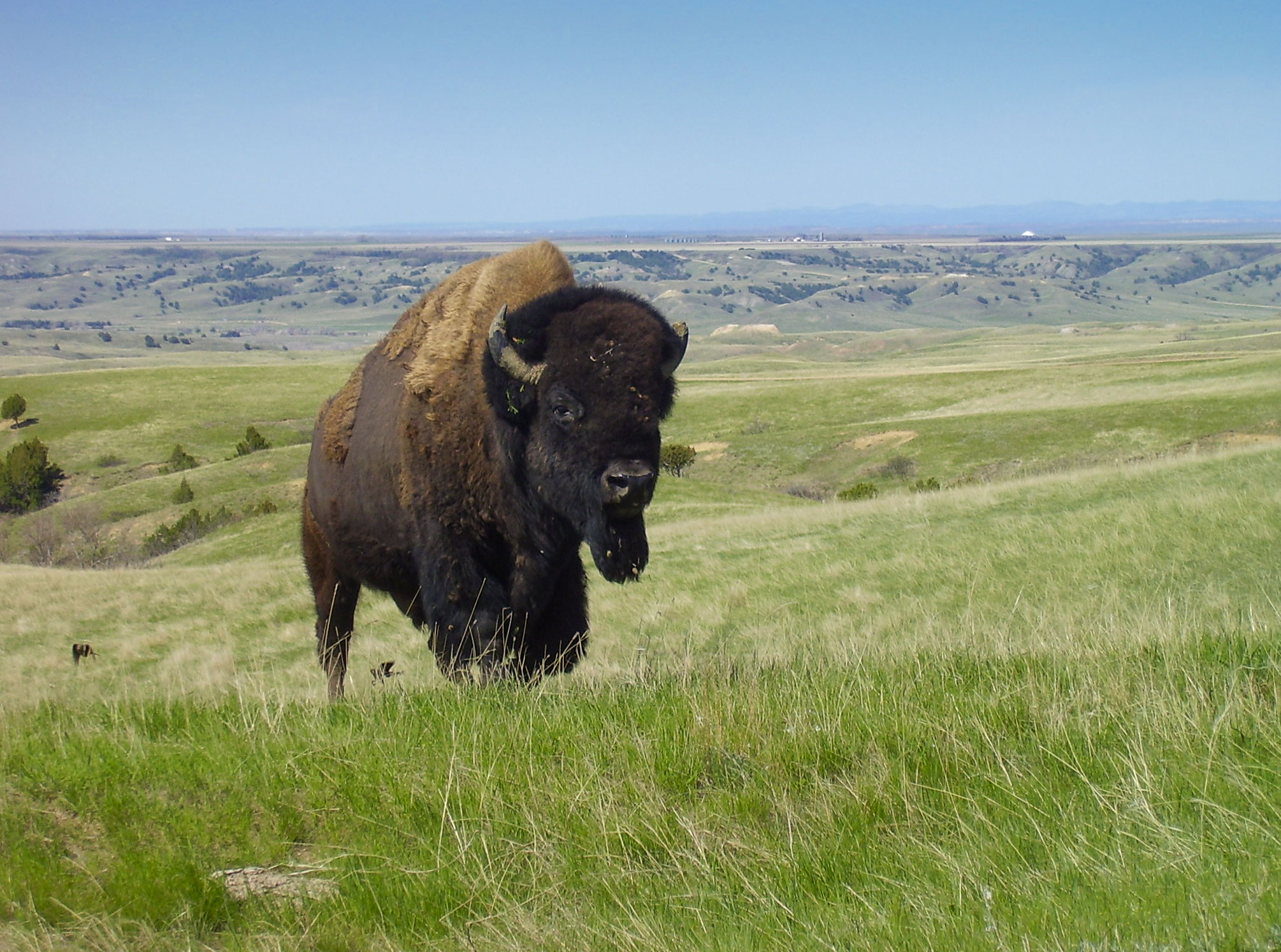
Самець бізона

## Клімат
Відповідно до кліматичної класифікації Кеппена, Національний парк «Бедлендс» має спекотний літній вологий континентальний клімат (Dfa).

## Людська історія

### Корінні американці

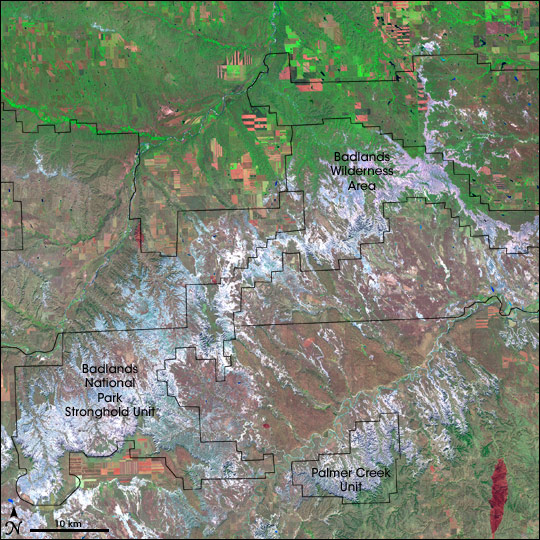
Хибно-кольорове супутникове зображення парку

Корінні американці використовували цю місцевість 11 000 років як свої мисливські угіддя. Задовго до Лакота, тут були мало вивчені Палеоіндіанці, потім народність Арікара. Їхні нащадки живуть тепер у Північній Дакоті, як частина «Трьох пов'язаних племен». Археологічні свідоцтва в поєднанні з усною традицією вказують, що ці люди розташовувалися в затишних долинах, де прісна вода та дичина були доступні увесь рік. Зараз з берегів струмків ерозією вимиваються камені та вугілля від їх багать, а також наконечники й інструменти, які вони використовували для патрання бізонів, кролів та іншої дичини. З верхньої частини Бедлендс Волл, вони могли сканувати околиці на предмет ворогів і міграційних стад. Якщо полювання були вдалими, вони могли затриматись до зими, перш ніж повернутись до їхніх сіл, розташованих уздовж річки Міссурі. Сто п'ятдесят років тому, Велика нація Сіу, що складалась з семи груп, у тому числі Оглала Лакота, завершила витіснення інших племен з північної прерії цього регіону.
Наступна велика зміна відбулася наприкінці 19-го століття, коли переселенці переїхали в Південну Дакоту. Американський уряд позбавив корінних американців значної частини їх території й змусив їх жити в резерваціях. Восени і на початку зими 1890 року, тисячі корінних американців, у тому числі Оглала Сіу, стали послідовниками індійського пророка Вовока. Його бачення закликало корінних американців танцювати танець духів і носити сорочки духів, які мали бути куленепробивними. Вовока передбачив, що біла людина зникне, а їх мисливські угіддя будуть відновлені. Один з останніх відомих Танців духів проводився на Стронгхолд Тейбл в Південному блоку Національного парку Бедлендс. Коли прийшла зима, танцівники повернулись в Пайн-Рідж. Кульмінацією боротьби став кінець грудня 1890 р. Прямуючи на південь від річки Шайєнн, група Міннеконжу (Minneconjou) Сіу перетнула перевал в Бедлендс Волл. Переслідувані підрозділами армії США, вони шукали притулок у резервації Пайн-Рідж. Групу, очолювану вождем Плямистий Лось, солдати наздогнали біля струмка Вундед-Ні у резервації. Війська спробували роззброїти групу наступного ранку. У перестрілці, яка спалахнула було вбити майже три сотні індіанців і тридцять солдатів. Різанина на Вундед-Ні була останнім великим зіткненням між рівнинними індіанцями та американськими військовими до появи Руху американських індіанців в 1970-х роках, зокрема протистояння 1973 року в Вундед-Ні, Південна Дакота.
Вундед-Ні розташований поза межами Національного парку Бедлендс, приблизно у 72 км на південь від парку у резервації Пайн-Рідж. Уряд США і народність Оглала Лакота домовилися, що ця історія повинна розповідатись Оглала у Пайн-Рідж і Міннеконжу (Minneconjou) з резервації Стендін-Рок. Інтерпретація ділянки та її трагічних подій вважаються основною відповідальністю цих уцілілих людей.

### Викопний літопис

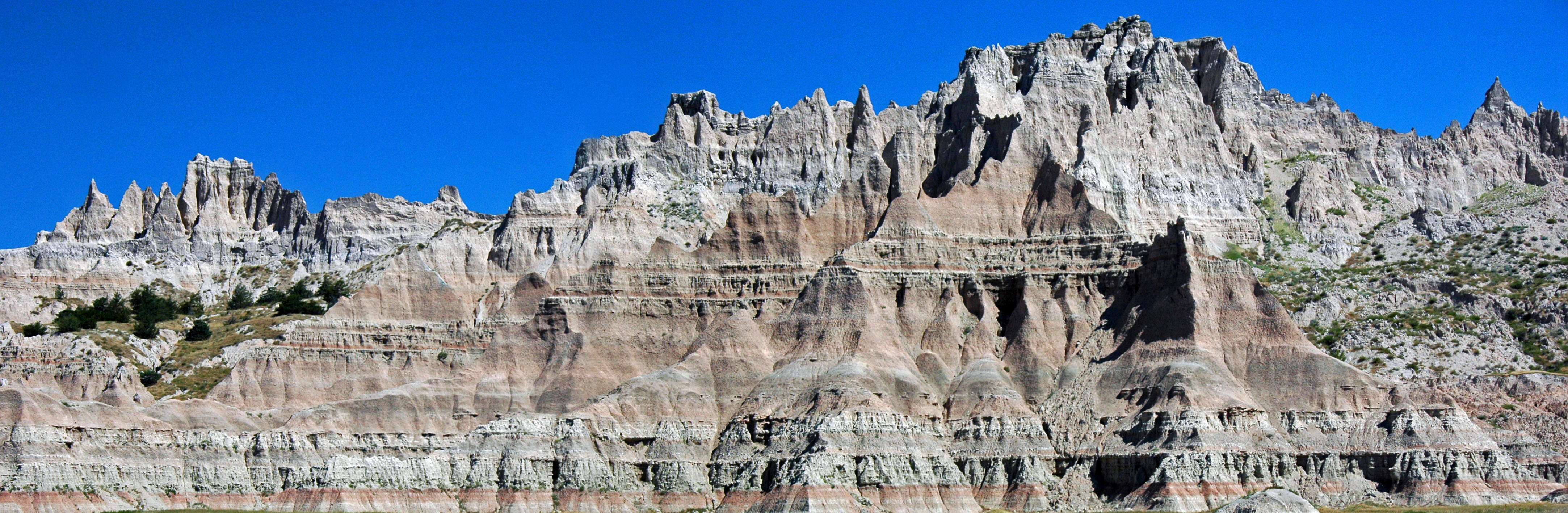
Осадові смуги в Уайт-Ривер Бедлендс

Історія Уайт-Ривер Бедлендс як важливого палеонтологічного ресурсу сягає корінням у традиційні знання корінних американців про цю територію. Лакота знаходили великі скам'янілі кістки, черепашки та панцирі. Вони правильно припустили, що ця територія колись була затоплена, і що кістки належали істотам, які більше не існують. Палеонтологічний інтерес до цієї місцевості почався у 1840-х роках. Мисливці за скам'янілостями та торговці регулярно подорожували 300 миль від Форт-П'єр до Форт-Ларамі стежкою, що огинала край нинішнього Національного парку «Бедлендс». У 1843 році скам'янілий фрагмент щелепи, зібраний Олександром Калбертсоном з Американської хутряної компанії, потрапив до лікаря в Сент-Луїсі, на ім'я Хайрам А. Праут.
У 1846 році Праут опублікував статтю про щелепу в Американському науковому журналі, в якій стверджував, що вона походить від істоти, яку він назвав палеотерієм. Невдовзі після публікації, Уайт-Ривер Бедлендс став популярним місцем серед шукачів скам'янілостей, і протягом кількох десятиліть у Бедлендс були знайдені численні нові викопних видів. У 1849 році доктор Джозеф Лейді опублікував статтю про олігоценового верблюда і перейменував палеотерія Праута на Titanotherium prouti. До 1854 року, коли він опублікував серію статей про північноамериканські скам'янілості, було відкрито 84 різних види, 77 з яких були знайдені в пустках Уайт-Ривер. У 1870 році професор Єльського університету Отніел Марш відвідав регіон і розробив більш досконалі методи видобування та збирання скам'янілостей у майже цілісні скелети.
З 1899 року і до сьогодні Гірнича школа Південної Дакоти відправляє людей майже щороку і залишається однією з найактивніших дослідницьких установ, що працюють у Бедлендс Уайт-Ривер. З кінця 19 століття і до сьогодні науковці та установи з усього світу користуються викопними ресурсами пустки Уайт-Ривер. Пустка здобула міжнародну репутацію регіону, багатого на скам'янілості. Вона містить найбагатші з відомих покладів олігоценових ссавців, які дають уявлення про життя в цій місцевості 33 мільйони років тому.
Роди скам'янілостей, які знаходять у парку:
- Alligator (крокодили)
- Archaeotherium (ентелодон)
- Dinictis (німравіди)
- Eporeodon (ореодон)
- Eusmilus (німравіди)
- Hoplophoneus (німравіди)
- Hyaenodon (креодон)
- Hyracodon (носорогові)
- Ischyromys (мишоподібні)
- Leptomeryx (оленцеві)
- Merycoidodon (ореодон)
- Mesohippus (кінь)
- Metamynodon (амінодон)
- Miniochoerus (ореодон)
- Poebrotherium (верблюд)
- Subhyracodon (носорогові)

### Гомстеди
Аспекти американських гомстедів почалися ще до кінця американської Громадянської війни; однак, це не впливало на Бедлендс до початку 20-го століття. Тоді багато обнадіяних фермерів переїхали в Південну Дакоту з Європи або східної частини Сполучених Штатів, щоб спробувати жити у цьому районі. Стандартний розмір гомстедів 65 га, але у напівпосушливому, вітряному районі цього виявилося занадто мало, щоб прогодувати сім'ю. У 1916 році в Західній Дакоті розмір гомстеду був збільшений 260 га. На землі випасали худобу і щорічно збирали озиму пшеницю та сіно. Однак, Великий пиловий казан 1930-х років, в поєднанні з хвилями коників, виявилися занадто великим випробуванням для більшості поселенців Бедлендс. Будинки, які були побудовані з блоків дерну і нагрівались сушеним лайном буйволів, були занедбані. Ті, хто залишився, сьогодні тримають ранчо і вирощують пшеницю.

### Індіанська резервація Пайн-Рідж

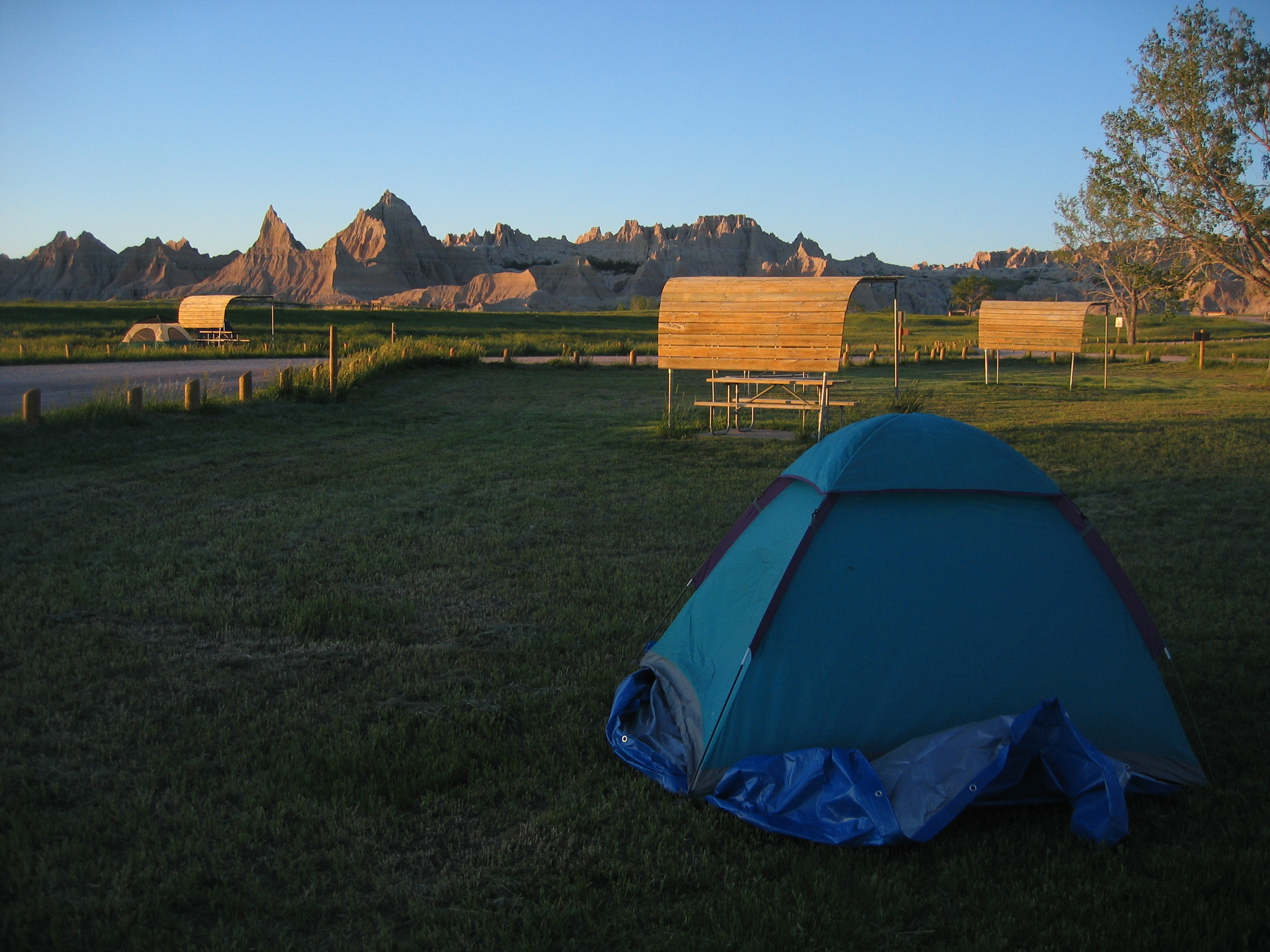
Намет у кемпінгу Седар-Пасс

В рамках потреби для Другої світової війни, ВПС США (USAAF) заволоділи 138 292 га земель в Індіанській резервації Пайн-Рідж, домівці племені Оглала Сіу, для створення артилерійського полігону. В цю ділянку входить 136 га сучасного Національного пам'ятника Бедлендс. Ця земля широко використовувалась з 1942 по 1945 рр. як полігон для ракет «повітря-повітря» і «повітря-земля», включаючи бомбометання на точність і руйнування. Після війни частина стрільбища використовувалась, як артилерійський полігон для Національної гвардії Південної Дакоти. У 1968 році більшість полігону була оголошена надлишковою власністю ВПС США і передана до Служби національних парків; 1000 га залишились у ВПС США, але більше не використовуються.
Стрільби проходили на території більшої частини сучасного блоку Стронгхолд. Земля була куплена або орендована в окремих землевласників і Племені для того, щоб очистити область від людської присутності. Старі кузова автомобілів і залізні бочки, пофарбовані в яскраво-жовтий колір, використовувались як мішені. Мішені 76 м в поперечнику виорані в землі й використовувались для прицілу бомбардирів. Малі автоматичні літаки під назвою «цілі-безпілотники» і екрани 18×2 м, закріплені позаду літаків, служили рухомими цілями. Досі земля всіяна викинутими гільзами куль і нерозірваними боєприпасами.
У 1940-х роках 125 сімей були примусово виселені зі своїх ферм і ранчо, включаючи Росисту Бороду, який пережив різанину у вундед-Ні. Люди, що залишилися жити поруч, згадують часи, коли їм доводилося пірнати під трактори під час косіння сіна, щоб уникнути бомб, скинутих літаками у декількох милях за кордонами полігону. У місті Інтеріор церква і будинок нинішнього поштамту були вражені 152 мм-снарядами через дах. Пілотам, що літали з бази Еллсворт ВПС США поблизу Рапід-Сіті, було важко визначати точні межі полігону. На щастя, обійшлося без жертв серед мирного населення. Однак, не менше десятка льотного персоналу загинули в авіакатастрофах.
Блок Стронгхолд Національного парку «Бедлендс» має не лише мальовничі пустки з приголомшливим виглядом. Під спільним управлінням Служби національних парків і племені Оглала Лакота, це площа у 53 900 га з багатою історією. Глибокі балки, високі столові гори та прерії містять історію перших рівнинних мисливців, палеоіндіанців, а також сучасних лакота.

## Відвідування парку
Національний парк «Бедлендс» має два майданчики для кемпінгу з ночівлею. Туристичний центр Бен Райфел на території парку має книжковий магазин, спеціальні програми та виставки.

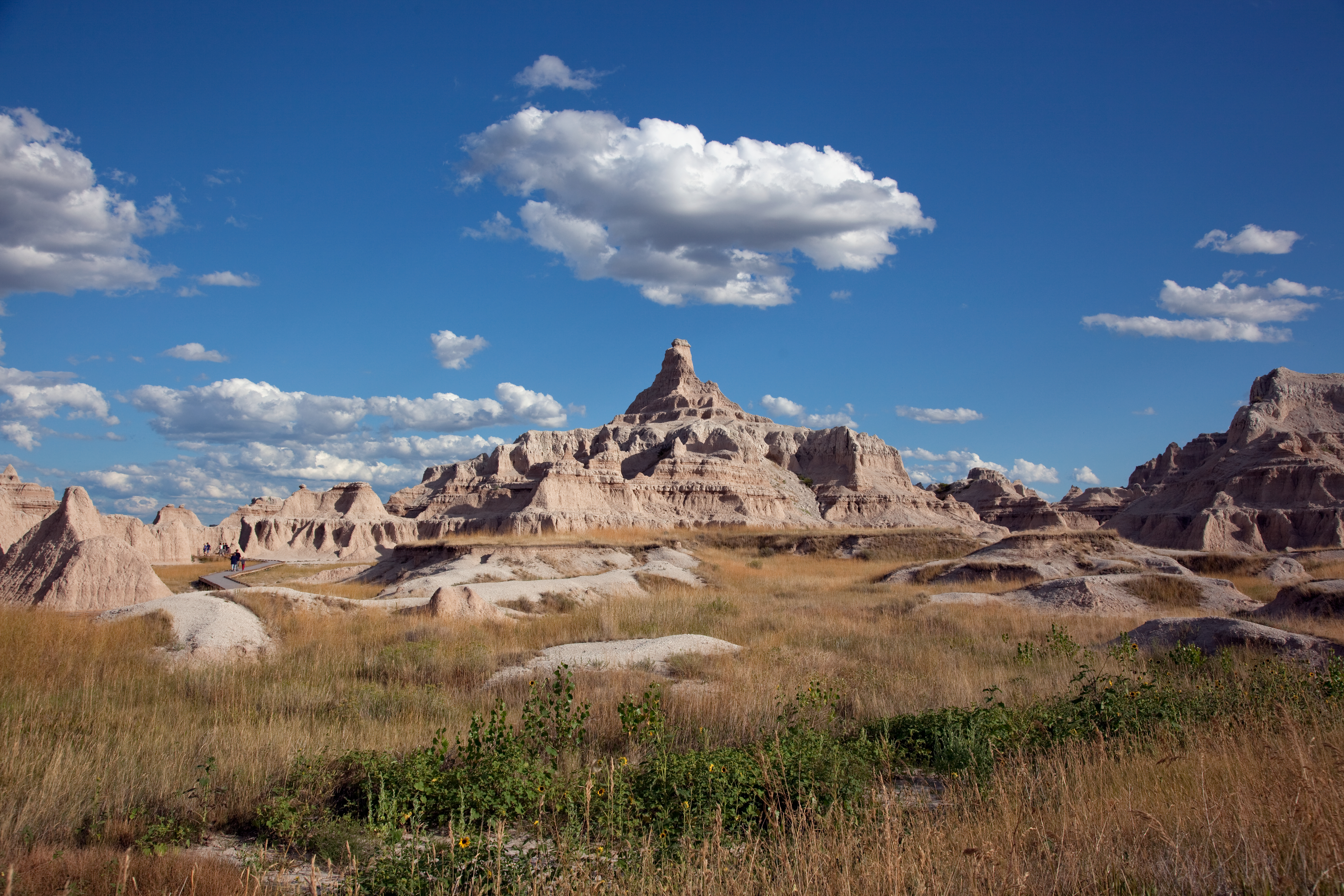
Башточки і шпилі
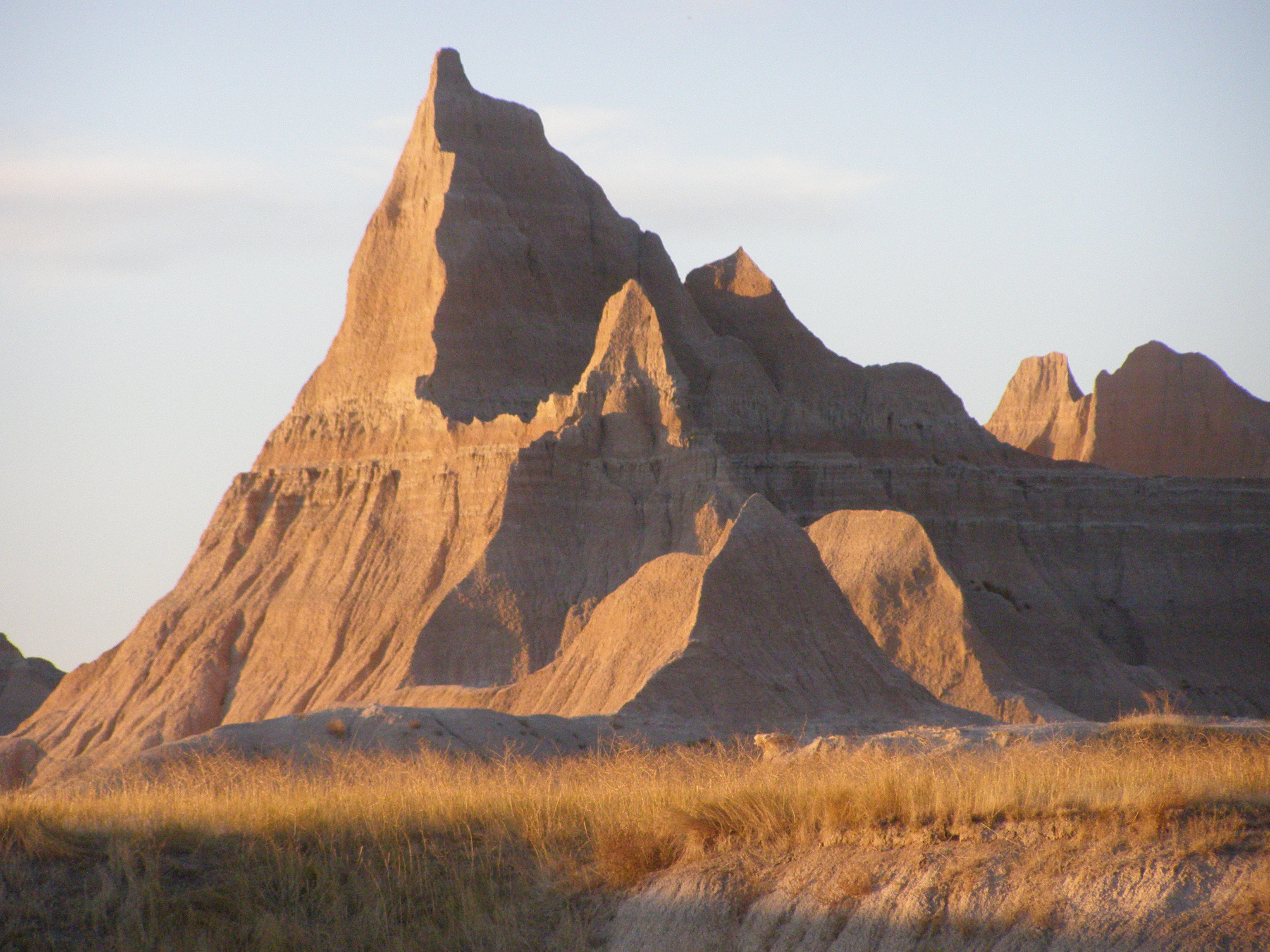
Захід Сонця на скелях

Туристичні стежки
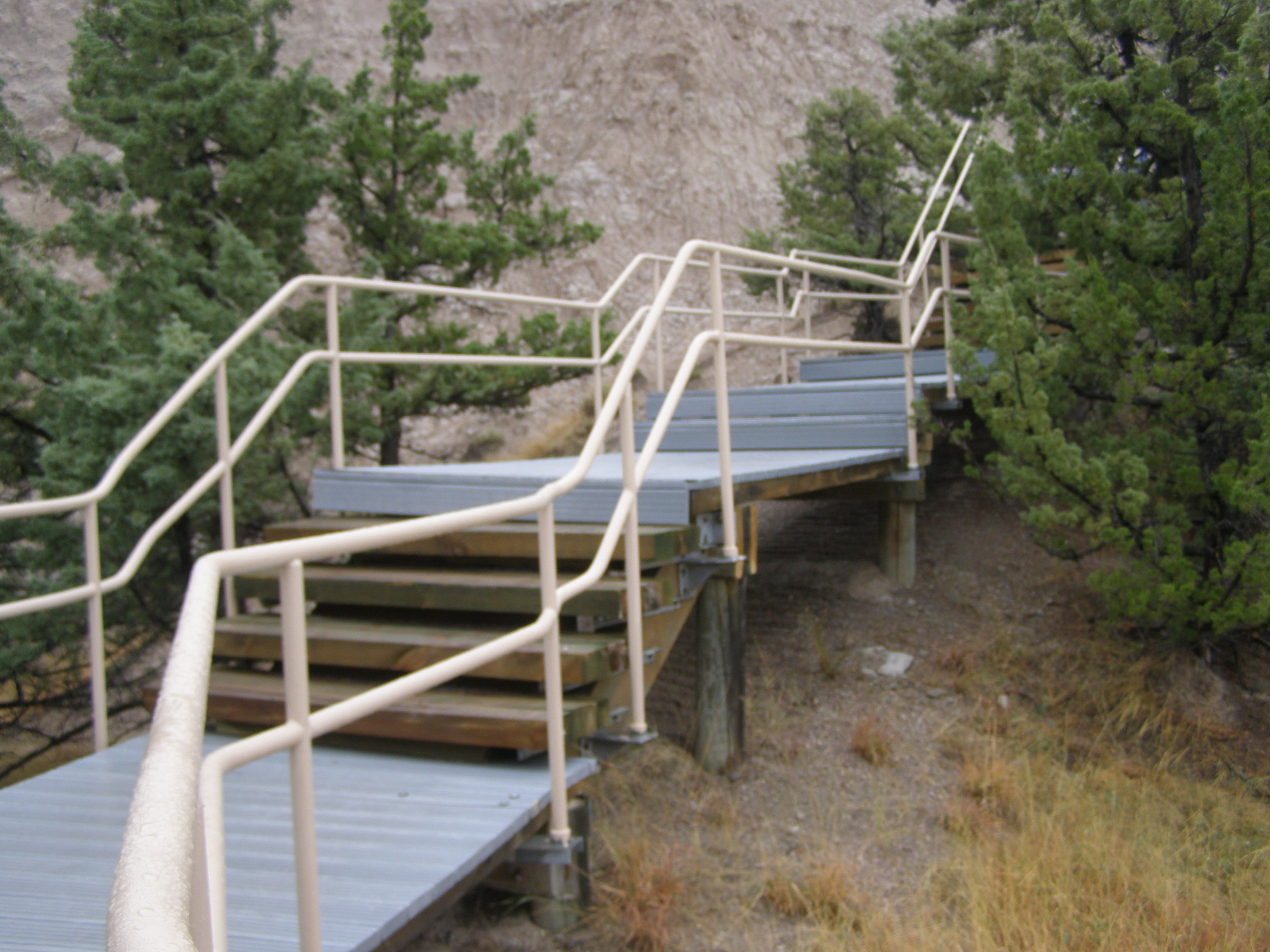
Дощана доріжка маршруту Cliff Shelf Nature Trail через кедровий (ялівцевий) ліс.
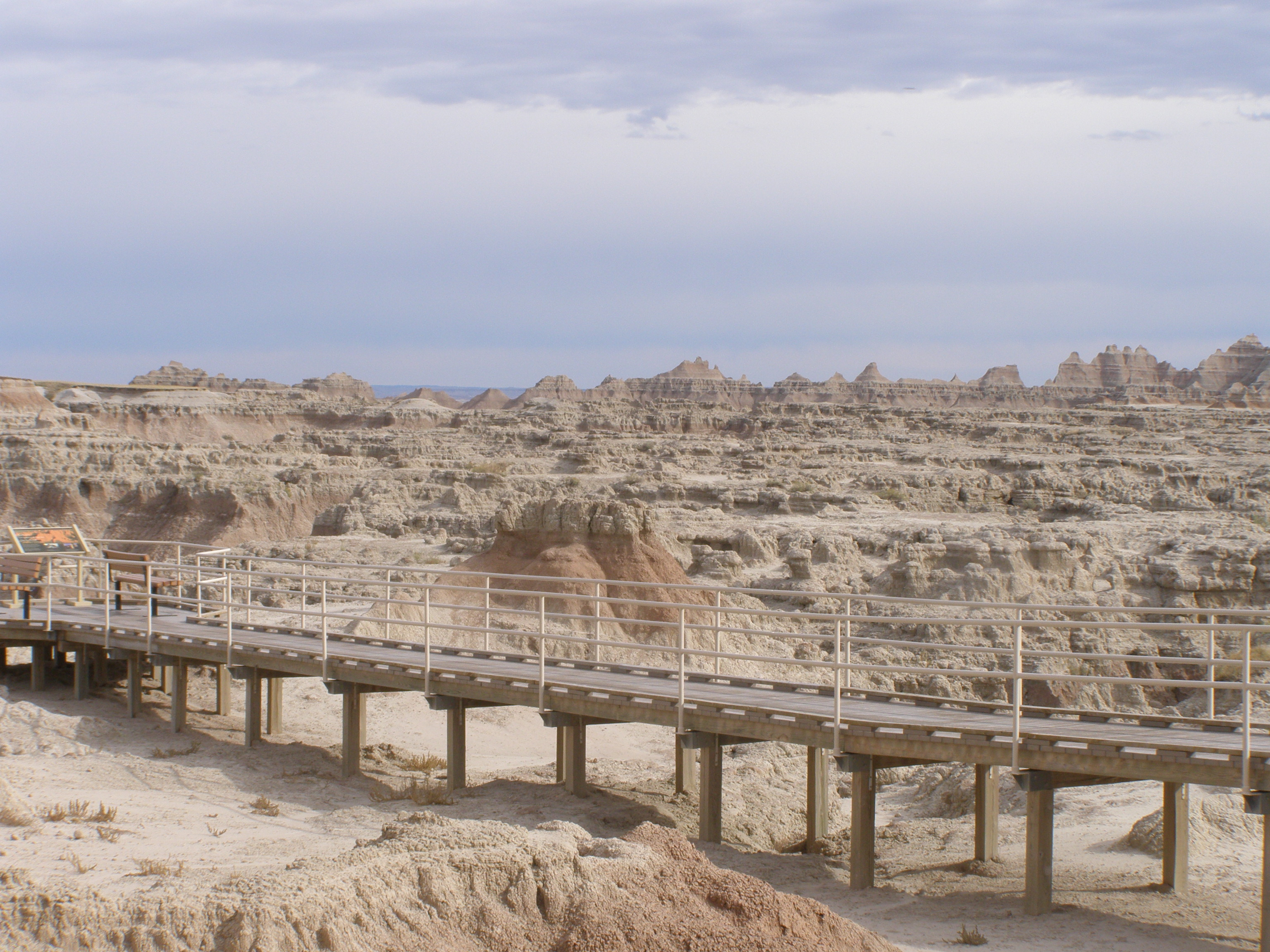
Дощана доріжка маршруту Дор (англ. Door Trail) проходить над формацією Брюле, поверхнею часів еоцену (30—34 млн років тому)
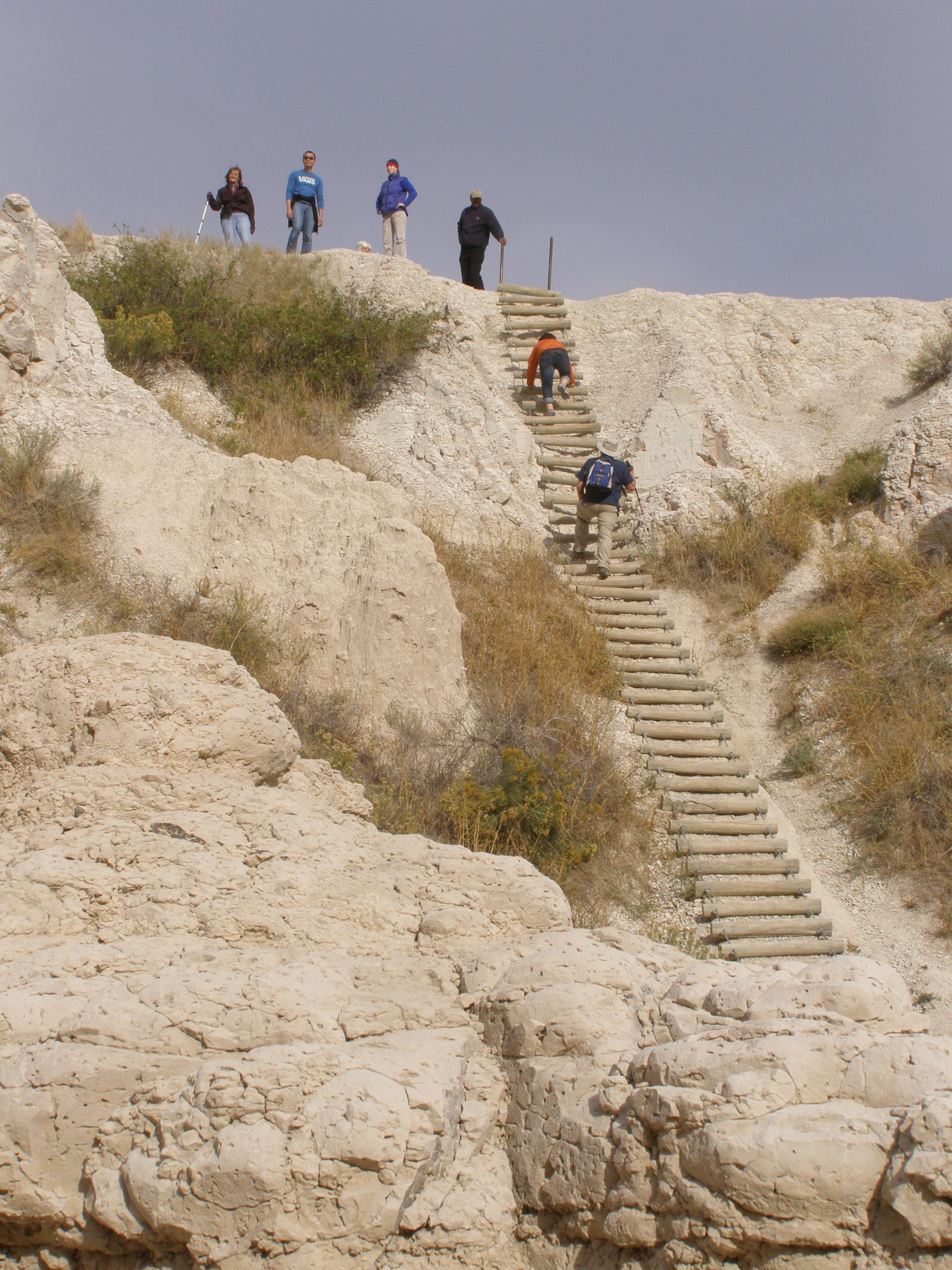
Сходи на маршруті Нотч (англ. Notch Trail)
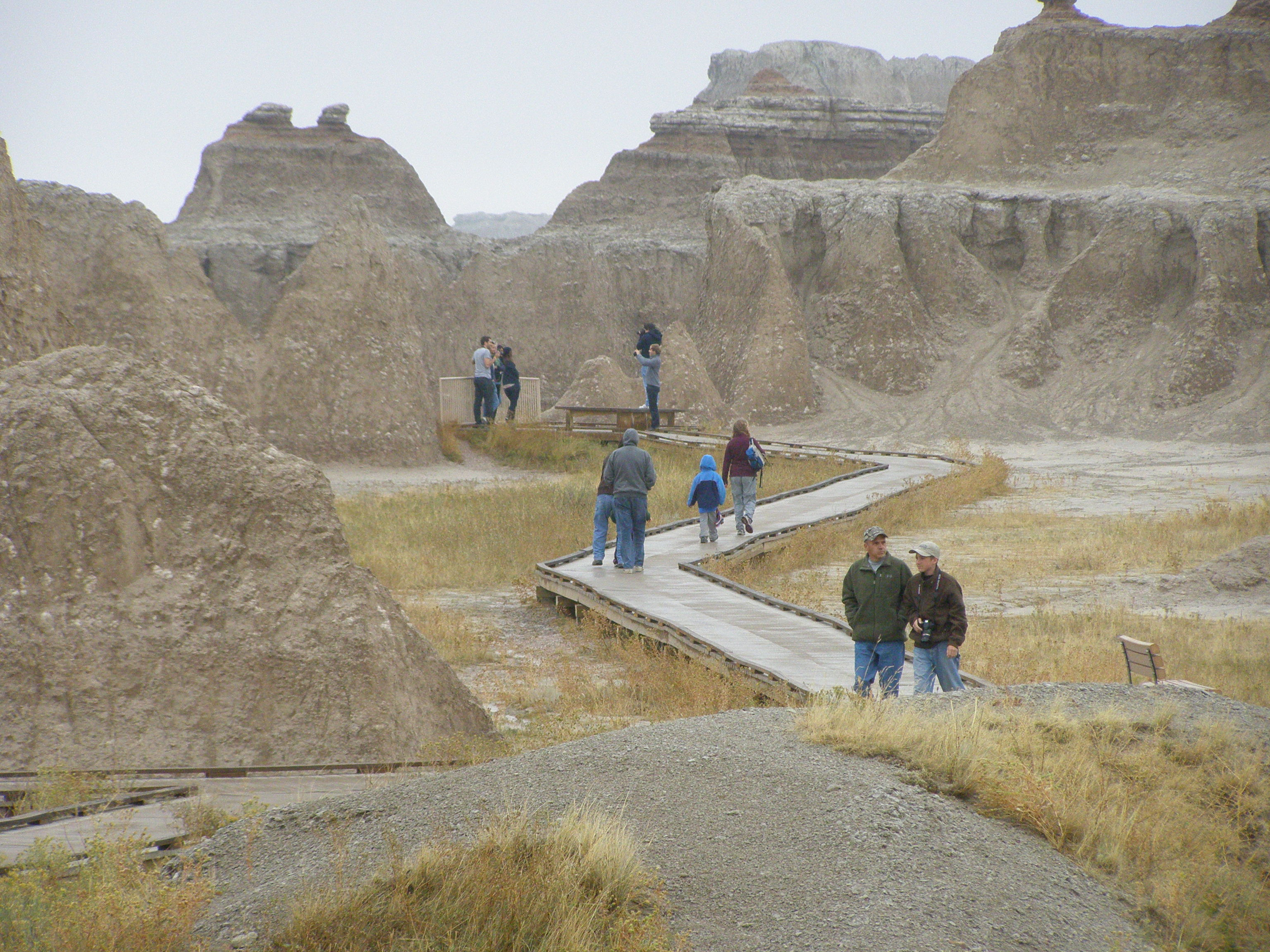
Дощата доріжка до Віндоус (англ. Windows)

Види з оглядових майданчиків
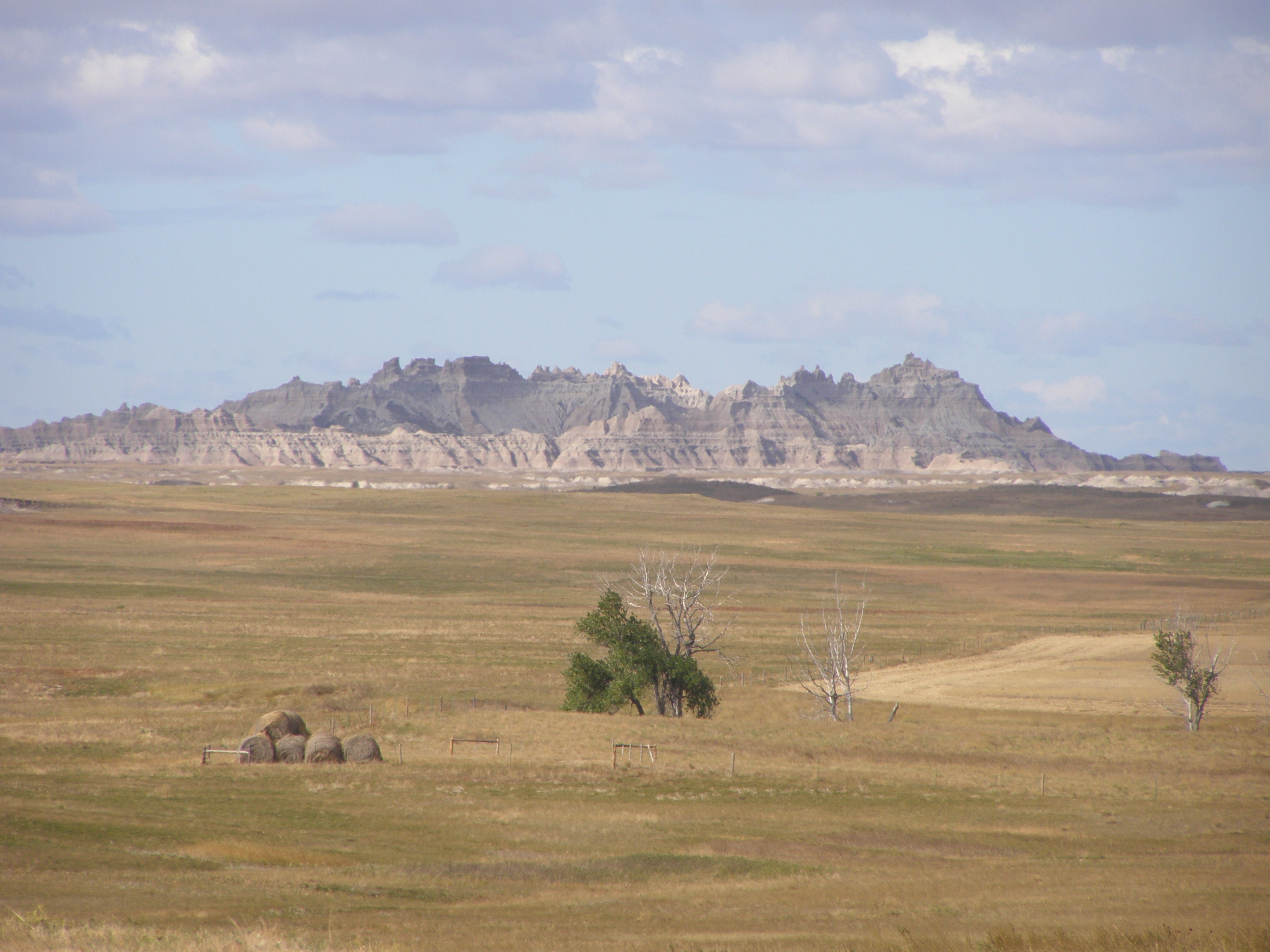
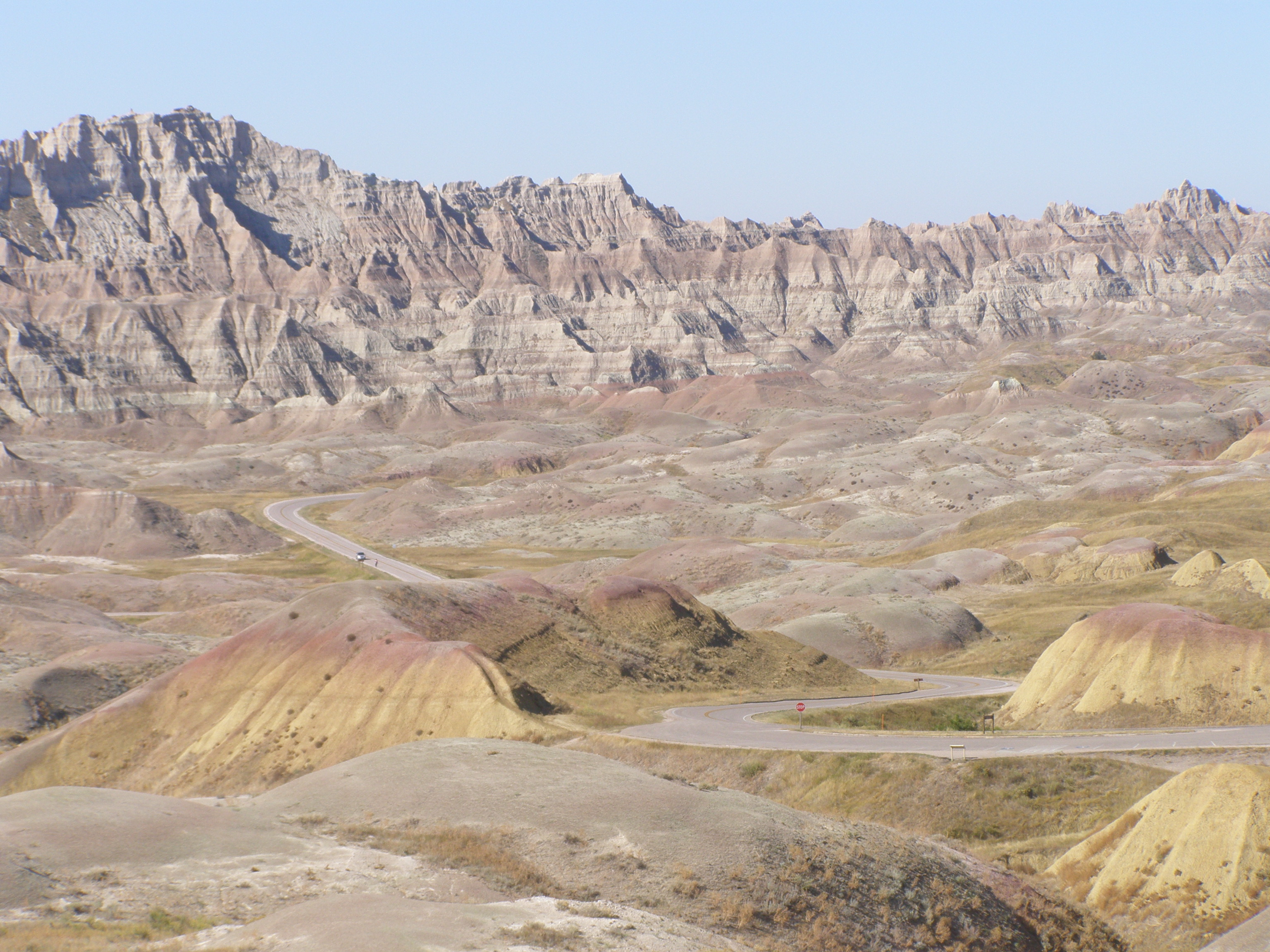
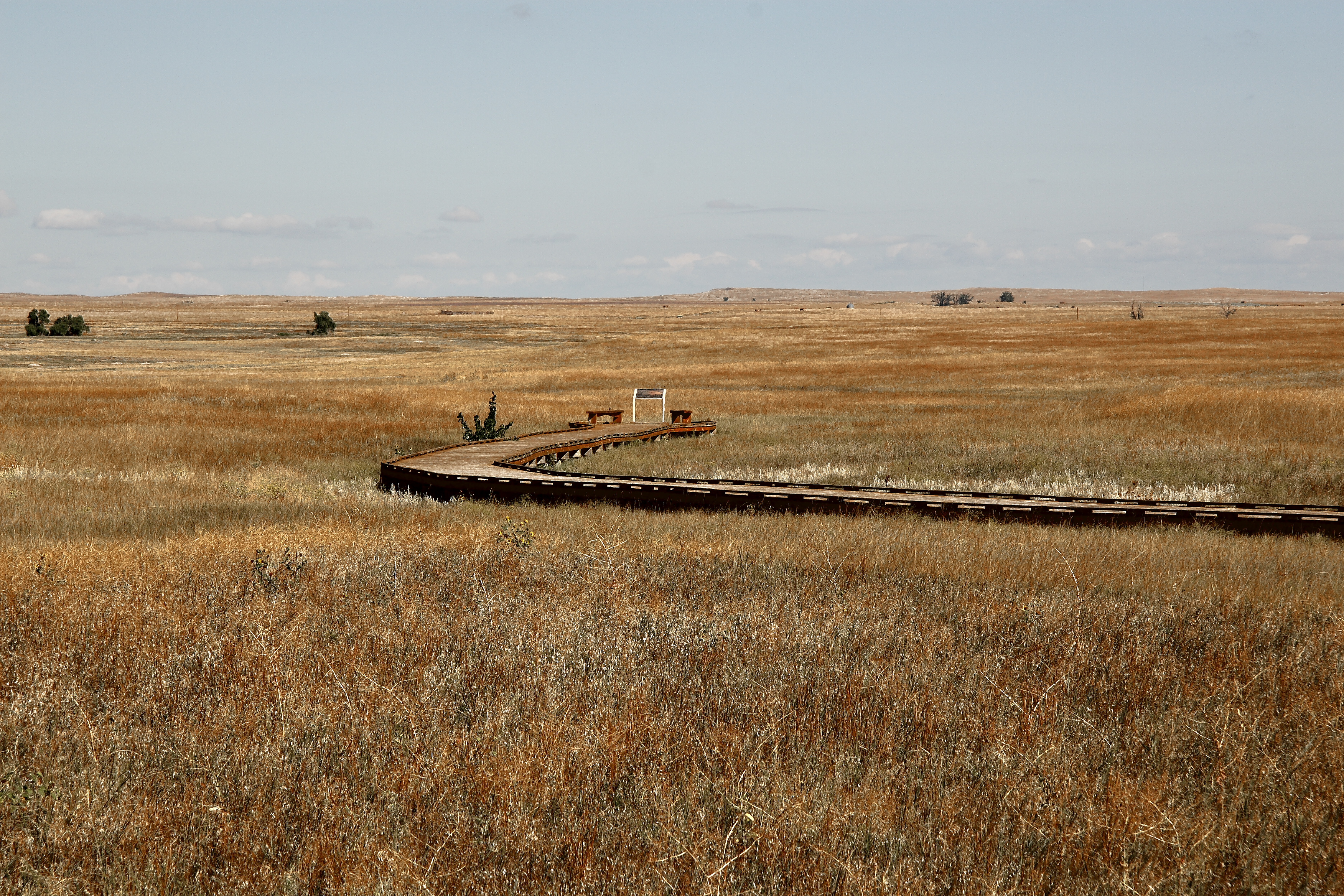